# Corona 56

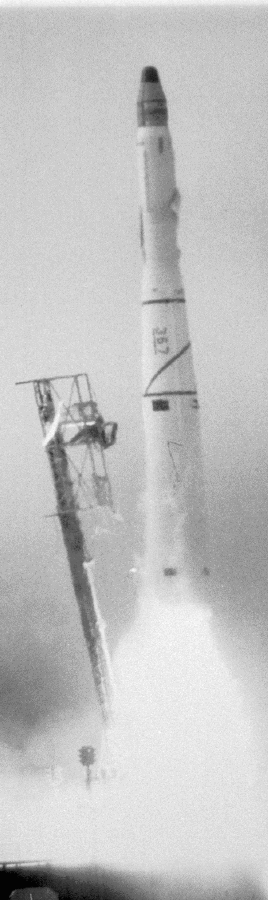
Start rakiety Thor Agena B z satelitą Corona 56 na pokładzie

Corona 56 – amerykański satelita rozpoznawczy. Był piętnastym statkiem serii Keyhole-4 ARGON tajnego programu CORONA. Jego zadaniem było wykonanie wywiadowczych zdjęć Ziemi. Część materiału filmowego była prześwietlona.
Udane misje serii KH-4 wykonały łącznie 101 743 zdjęcia na prawie 72 917 metrach taśmy filmowej.

## Ładunek
- Dwa aparaty fotograficzne typu „Mural” o ogniskowej długości 61 cm i rozdzielczości przy Ziemi około 7,6 metra
- Pomiar gęstości elektronowej
- Detektor promieniowania podczerwonego Ziemi